# San Sebastián (Costa Rica)
San Sebastián è un distretto della Costa Rica facente parte del Cantone di San José, nella provincia omonima.
San Sebastián comprende 29 rioni (barrios):
- Bajos Canada
- Bengala
- Bilbao
- Canada Sur
- Carmen
- Cascajal
- Cerro Azul
- Colombari
- Colonia Kennedy
- Guacamaya
- Hogar Propio
- Jazmin
- Lopez Mateo
- Los Geranios
- Los Olivos

- Luna Park
- Mojados
- Mojito
- Parque de La Paz
- Paso Ancho
- Pavi
- Presidentes
- San Gerardo
- San Martín
- San Sebastián
- Santa Rosa
- Santo Domingo Sabio
- Seminario
- Zorobarú

Il distretto fa parte dell'area urbana della capitale San José, ed è una zona prettamente residenziale; ospita un'importante stazione ferroviaria, la Estación Ferrocarril al Pacífico ed il principale seminario del paese (Seminario Mayor).